# Spottkörtelinflammation

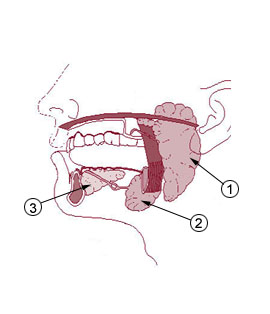
1. glandula parotis, 2. glandula submandibularis & 3. glandula sublingualis.

Spottkörtelinflammation är en inflammation i en eller flera av spottkörtlarna Glandula parotis, Glandula sublingualis eller  Glandula submandibularis.
Det drabbar vanligen personer över 50 år, samt personer som också har andra allvarliga sjukdomar. Infektionen orsakas ofta av streptokocker eller stafylokocker, bakterier som kroppen normalt kan hantera, eller - mycket mera ovanligt - exempelvis herpesvirus och influensavirus. Risken för att bakterierna ska bilda spottkörtelinflammation ökar av exempelvis spottsten eller av att spottkörtlarna inte producerar tillräckligt med saliv. Sådana riskfaktorer förekommer vid Sjögrens syndrom, anorexia nervosa, strålbehandling av munnen, annan orsak till muntorrhet, uttorkning, men spottstenar kan också uppkomma vid gikt.

## Symtom
Spottkörtelinflammation ger allmänpåverkan med feber, lokal smärta och svullnad, och smärta när man sväljer (dysfagi). Inflammationen kan göra hudområdet över spottkörteln svullen och röd. Spottkörteln kan vara varfylld. Till skillnad från varbölder, är det ett diffust område som är varfyllt och svullet. Varbölder ger istället avgränsade svullnader. Vid spottkörtelinflammation kan huden spontant avge varet ur en fistula.
Spottkörtelinflammation kan förekomma i  kronisk form. Smärtan är då mycket lindrigare än i akut form, och brukar då oftare uppkomma efter måltider.
Om svullnaden är svår, kan det förekomma påverkan på kranialnerverna VII, IX, och XII.

## Diagnos
Diagnos ställs efter fysisk undersökning, bildundersökning med bland annat datortomografi, och blodprov.
Finnålsbiopsi används ofta för att avgöra vad som orsakar svullnaden. Detta beror på att tumörer, exempelvis lymfom, kan imitera inflammationen, vilket i så fall märks genom att tillståndet inte förbättras av traditionell behandling.

## Varianter

### Akuta spottkörtelinflammationer
Spottkörtelinflammation uppkommer vanligen på grund av bakterier. Det är normalvarianten av inflammationen, och yttrar sig då genom akut igångsättande av symtom. Den vanligaste bakterien är Staphylococcus aureus, följt av streptokocker, Pseudomonas aeruginosa,
Escherichia coli och Moraxella catarrhalis, men det förekommer i verkligheten otaliga slags bakterier bakom insjuknande. Detta drabbar företrädesvis äldre som är uttorkade, men också nyfödda och personer med systemiska sjukdomar.
I ett fåtal fall uppkommer sådan akut bakteriell variant postoperativt  efter magoperationer och ortopedisk kirurgi, och ännu mera ovanligt efter posterior fossa-operationer (i hjärnan). Orsaken till postoperativ spottkörtelinflammation är oklar.
Det finns flera virus som finns eller kan finnas i munnen som kan orsaka inflammation av spottkörtlarna. Påssjuka kan definieras så. HIV, men också andra sjukdomar som nedsätter immunförsvaret, kan leda till infektion med cytomeglavirus, då prognosen bestäms av det nedsatta immunförsvaret. Coxsackievirusinfektioner uppträder ibland som inflammation men då tillsammans med blåsor i munnen (herpangina) och tandköttsinflammation (gingivit).
Vid rena inflammationstillstånd händer det att tillståndet inte föregåtts av virus- eller bakterieinfektion. Akuta tillstånd kan också uppkomma autoimmunt genom att antikroppar angriper spottkörtlarna. Ren inflammation utan infektion kännetecknar också tillstånd som uppkommer till följd av spottsten.
Akut förgiftning av jod kan leda till en akut allergisk reaktion som yttrar sig i spottkörtelinflammation. Etiologin och symtombilden är då klart relaterad till upprepat jodintag. Strålbehandling av spottkörtlarna och att äta hårdmetaller (framför allt bismuth, koppar och bly) kan leda till toxisk spottkörtelinflammation. Allergisk-toxisk spottkörtelinflammation förekommer sålunda efter sjukvårdsbehandling med radioaktivt jod, som är en av standardbehandlingarna mot giftstruma. Läkemedel kan ge muntorrhet som biverkning, varigenom spottkörtelinflammation också kan uppstå inducerat av antihistaminer, antidepressiv medicin, och antikolinergika.
När barn drabbas av inflammation i glandula submandibularis kan det bero på medfödda anomalier, vilket emellertid är särdeles ovanligt.

### Kroniska spottkörtelinflammationer
Det finns flera orsaker till kronisk spottkörtelinflammation. Tuberkulos (Mycobacterium tuberculosis) kan sätta sig där, liksom mindre vanliga mycobacterium. Det senare ökar i antal, och drabbar framför allt barn, och personer med nedsatt immunförsvar. Kattklössjuka och (cervicofacial) aktinomykos är förhållandevis ovanligt. Aktinomykos uppkommer när det uppkommer typiskt i anslutning till tandläkarbesök.
Granulomatösa spottkörtelinflammationer kallas sarkoidos, som när det sitter i spottkörtlarna kan misstas för kronisk öronspottkörtelinflammation, och som när det drabbar spottkörtlarna vanligen kallas uveoparotit eller Heerfeldts syndrom.
Sjögrens syndrom kan också yttra sig i kronisk spottkörtelinflammation, liksom kronisk sklerotisk sialadenit.

## Komplikationer
I ett fåtal fall, och i de fallen vanligen om inflammationen blivit dåligt behandlad, kan den leda till varbölder. Samma förhållanden kan leda till att inflammationen sprider sig. Kroniska varianter kan återkomma med ofta återkommande skov.